# Nyambi Nyambi
Nyambi Nyambi (* 26. dubna 1979, Norman, Oklahoma, USA) je americký herec. Jeho nejznámější role je Samuel v CBS sitcomu Mike & Molly.

## Mládí
Narodil se v Normanu v Oklahomě nigerijským rodičům. Chodil na Oakton High School ve Fairfax County ve Virginii a hrál basketbal, když nastoupil na kolej na Bucknell University. Po skončení studia se stal magistrem umění a začal hrát na newyorské univerzitě.